# Clubiona blesti
Clubiona blesti är en spindelart som beskrevs av Forster 1979. Clubiona blesti ingår i släktet Clubiona och familjen säckspindlar. Inga underarter finns listade i Catalogue of Life.